# Назитамак
Назитамак (баш. Наҙытамаҡ) — деревня в Дюртюлинском районе Республики Башкортостан Российской Федерации. Входит в состав Асяновского сельсовета.

## География

### Географическое положение
Расстояние до:
- районного центра (Дюртюли): 13 км,
- центра сельсовета (Асяново): 1 км,
- ближайшей ж/д станции (Уфа): 129 км.

## Население
| 2002 | 2009 | 2010 |
| ---- | ---- | ---- |
| 144  | ↗166 | ↘137 |

Согласно переписи 2002 года, преобладающая национальность — башкиры (81 %).